# Аамада, Кассим
Кассим Аамада (фр. Kassim Ahamada; род. 18 апреля 1992, Дзаудзи) — коморский футболист, защитник французского клуб «Шату» и национальной сборной Коморских островов.

## Клубная карьера
Родился в Дзаудзи, Майотта. Аамада выступал за «Труа», «Эври», «Бове», «Бурж Фут» и «Вьерзон» на пятом уровне французского футбола. Летом 2020 года стал игроком клуба «Кретей» чтобы выступать за их вторую команду, но по ходу сезона был задрафтован в первую команду и сыграл несколько матчей в Национальном чемпионате.
1 июля 2022 года перешёл в клуб «Шату» из пятой французской лиги. 26 августа 2023 года в матче против «Флёрс» он дебютировал в лиге Насьональ.

## Международная карьера
В 2011 году он дебютировал на международном уровне за сборную Коморских островов. В 2021 году Аамада принял участие в Кубке африканских наций в Камеруне. На турнире он был запасным игроком и на поле не выходил.